# Castiglione in Teverina
Castiglione in Teverina é uma comuna italiana da região do Lácio, província de Viterbo, com cerca de 2.261 (Cens. 2001) habitantes. Estende-se por uma área de 19,96 km², tendo uma densidade populacional de 113,28 hab/km². Faz fronteira com Bagnoregio, Civitella d'Agliano, Lubriano, Orvieto (TR).
Pertence à rede das Cidades Cittaslow.

## Demografia
| Variação demográfica do município entre 1861 e 2011                               |
|                                                                                   |
| Fonte: Istituto Nazionale di Statistica (ISTAT) - Elaboração gráfica da Wikipedia |